# Adimar
Adimar, né le 25 mai 1990 dans le district d'Água Grande à Sao Tomé-et-Principe, est un footballeur international santoméen. Il évolue au poste de défenseur.

## Biographie

### En équipe nationale
Il reçoit sa première sélection avec l'équipe de Sao Tomé-et-Principe le 4 juin 2016, contre le Cap-Vert (défaite 1-2). Il s'agit d'une rencontre rentrant dans le cadre des qualifications de la Coupe d'Afrique des nations 2017. Son deuxième match, contre le Maroc, a lieu trois mois plus tard (défaite 0-2).